# Ortografia milanese classica
L'ortografia milanese classica (o grafia classica milanese) è l'ortografia adoperata per le varianti occidentali del lombardo, in particolare per il dialetto milanese o meneghino, dai maggiori poeti e scrittori della letteratura milanese, quali Carlo Porta, Carlo Maria Maggi, Delio Tessa ecc. Il suo primo utilizzo risale al XVII secolo con Carlo Maria Maggi che per primo introduce in trigramma oeu, mentre autori precedenti, come Bonvesin de la Riva (XIII secolo), utilizzano proprie ortografie latineggianti. Già nel 1606, Giovanni Ambrogio Biffi con il suo Prissian de Milan de la parnonzia milanesa aveva tentato una prima codifica, relativa ad esempio alle vocali lunghe e brevi. L'ortografia classica nasce come compromesso tra quella italiana antica e quella francese; la caratteristica che discosta notevolmente questa ortografia dalla pronuncia effettiva è il metodo per la distinzione di vocali lunghe e vocali brevi. Al giorno d'oggi, a causa della sua bassa corrispondenza con la dizione e della sua pretesa natura contorta, viene molto frequentemente sostituita, specialmente al di fuori della provincia meneghina, da altri metodi più semplici e aderenti alla pronuncia, nei quali vengono adottati solitamente i segni ö, ü e il raddoppiamento delle vocali. L'ortografia classica è stata regolarizzata negli anni novanta dal Circolo Filologico Milanese per l'uso moderno. Numerosi autori hanno variato liberamente le regole ortografiche nell'ambito della loro opera.

## Principi generali
Qui di seguito le indicazioni per la scrittura e la lettura in ortografia milanese classica, come rivista dal Circolo Filologico Milanese, con corrispondente pronuncia valida solo per il dialetto milanese o parte del macromilanese.
Accenti:
- accento acuto: indica timbro chiuso in "e";
- accento grave: indica timbro aperto in "e" od "o";
- accento circonflesso: indica timbro molto chiuso e durata lunga della vocale "o".

Pronuncia delle vocali e dei falsi dittonghi:
- "a", "e", "i": pronunciate aperte e brevi se seguite da doppia consonante o se accentate in fine di parola; pronunciate chiuse e lunghe se seguite da consonante semplice. Nelle sillabe atone, la "e" assume un suono intermedio fra quello aperto e quello chiuso;
- "aa" (solo in sillaba tonica): si pronuncia /ɑː/ (come la vocale dell'inglese britannico nelle parole "are" o "far"). Quando non si trova in sillaba aperta, può trovarsi scritto "á" oppure "a";
- "o": pronunciata come u italiana;
- "ò" (solo in sillaba tonica): pronunciata come o italiana aperta. Se seguita da due consonanti, l'accento si marca solo in caso di possibile ambiguità con la pronuncia della "o";
- "oeu" (solo in sillaba tonica): pronunciata come eu francese lunga chiusa;
- "u": pronunciata come l’u francese (o l’ü tedesca); si pronuncia come l’u italiana solo nei gruppi "qu", "gua", "au" e simili.

Consonanti:
- raddoppio: rinforza leggermente la consonante ma soprattutto rende breve e aperta la vocale che precede;
- "c" e "g": pronunciate come in italiano, cioè diversamente a seconda della vocale o della h che le segue, ma in fine di parola sempre palatali;
- "s": pronunciata sorda o sonora; intervocalica, la sorda si scrive doppia; in fine di parola è sempre sorda;
- "z": pronunciata come s sonora: se doppia, come s sorda;
- "n": provoca nasalizzazione della vocale che precede; si pronuncia come n italiana solo quando è scritta doppia, non forma sillaba con la vocale che precede o quando tale vocale è atona in fine di parola (es. cinqu, sangu);
- "m": provoca nasalizzazione della vocale che precede, quando è seguita da consonante; altrimenti si pronuncia come m italiana;
- "h": serve a mantenere la velarità di "c" e "g" davanti a "i" ed "e" e in fine di parola;
- "sg(i)": pronunciata come j francese;
- "sc(i)": pronunciata come il gruppo corrispondente in italiano, cioè diversamente a seconda della vocale o della h che la segue, ma in fine di parola sempre palatale;
- "s'c(i)": pronunciata con scissione del suono di s italiana e di c italiana dolce;
- "v": pronunciata più debolmente della corrispondente consonante italiana, senza che il labbro superiore tocchi i denti; se segue il suono della "o" milanese, è muta e prolunga il suono (es. drovà, "adoperare"); se precede lo stesso suono, è praticamente muta. Se raddoppiata (cosa che può occorrere solo in fine di parola) si pronuncia come in italiano oppure come "f".